# Portret van de Venetiaanse schilder Giovanni Bellini
Het Portret van de Venetiaanse schilder Giovanni Bellini (Deens: Portræt af den venezianske maler Giovanni Bellini) is een schilderij van Titiaan dat hij rond 1511-12 maakte. Sinds 1922 maakt het deel uit van de collectie van het Statens Museum for Kunst in Kopenhagen.

## Voorstelling
Het schilderij is een vroeg werk van Titiaan, die als jonge man bij Gentile Bellini studeerde. In 1987 was Jurgen Rapp de eerste die in de man op het portret Giovanni Bellini herkende, broer van Gentile. Hij kwam tot deze conclusie op basis van een gelijkenis met een medaille en een tekening van deze Venetiaanse schilder. Omdat deze identificatie niet zeker is - de man zou ook een lid van de broederschap van Sint Antonius van Padua kunnen zijn - staat het schilderij ook bekend als Portret van een man.
De man is afgebeeld tegen een donkere achtergrond waar links een heuvelachtig landschap te zien is met een herder en zijn kudde. Dit is een verwijzing naar Bellini die deze compositie mede introduceerde in de Venetiaanse kunst. De man draagt zwarte kleding, het officiële kostuum van de hoogste klassen in de republiek. Met de gedraaide houding en wegkijkende blik voegde Titiaan een dynamisch element toe aan de statische portretkunst van zijn tijd. Hij paste dit ook toe op Het concert, dat in dezelfde tijd ontstond.
Mogelijk wilde de jonge Titiaan met dit portret zijn talenten laten zien om officiële opdrachten van de stad te krijgen.

## Geschiedenis
Het schilderij was voorheen eigendom van de schilder Domenico Bossi en de Zweedse graaf Gustaf Trolle-Bonde. Het werd in 1912 verkocht aan de Ny Carlsberg Glyptotek voor 70.000 kronen en is sinds 1922 in bruikleen gegeven aan het Statens Museum for Kunst.

## Afbeelding

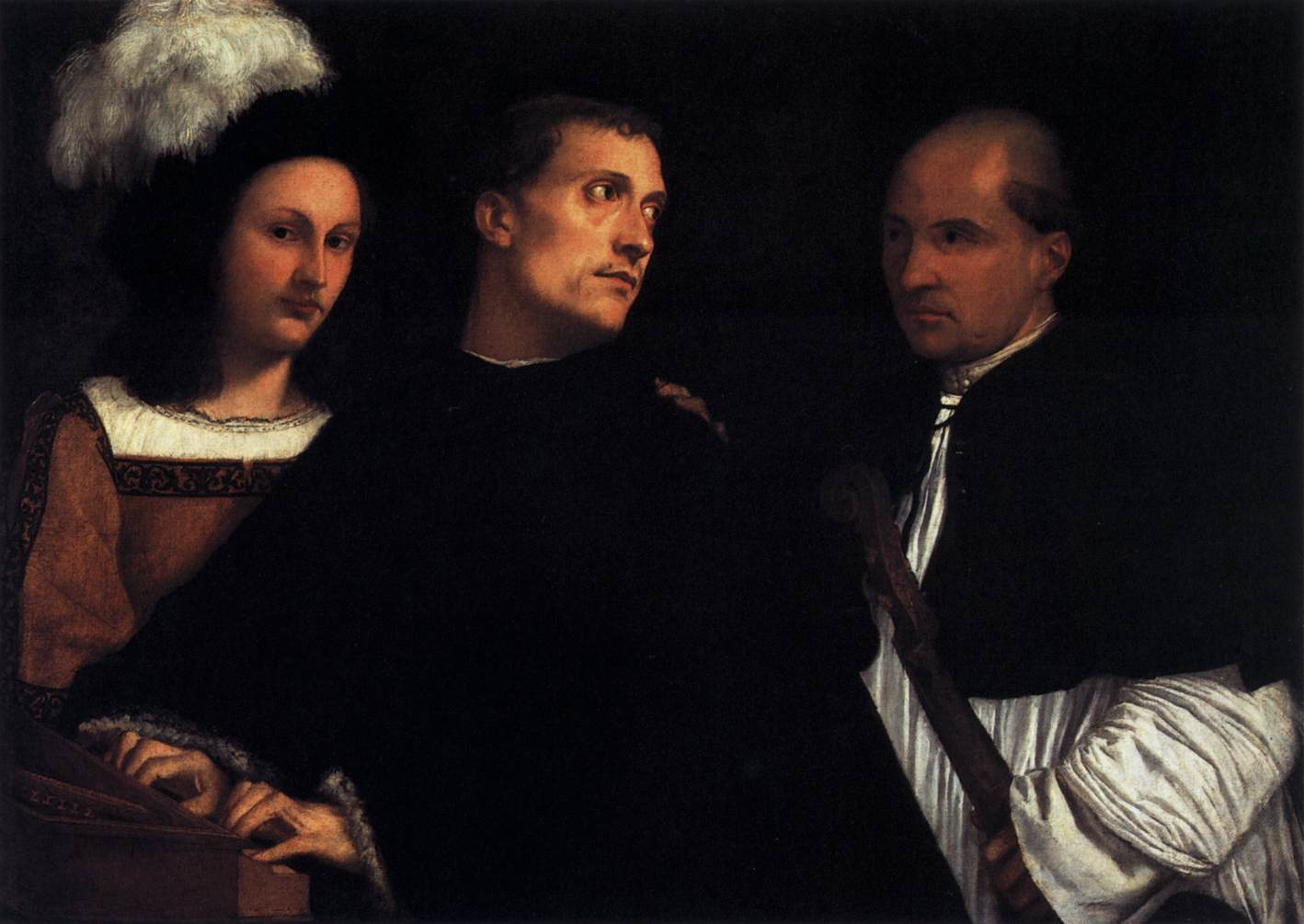
Het concert (ca. 1510)